# Manius Manilius
Pour les articles homonymes, voir Manilius.

Manius Manilius  était un homme politique de la République romaine. Il est connu comme l'un des fondateurs du droit civil romain, il est élu consul en 149 av. J.-C.

## Biographie
Manius Manilius commence la troisième guerre punique contre Carthage avec son collègue le consul Lucius Marcius Censorinus. Il tente, à plusieurs reprises mais en vain, de prendre la triple enceinte dans l'isthme. Puis, les deux consuls sont obligés de faire deux camps retranchés pour éviter une attaque surprise d'Hasdrubal qui campe sur leurs arrières. Ils décident de ne plus attaquer, et de faire le blocus de Carthage. Une nuit, il est attaqué dans son camp par les Carthaginois, qui sont repoussés par la cavalerie du tribun militaire Scipion Emilien.
Pendant que Lucius Marcius Censorinus se trouve à Rome, il essaie de ravitailler ses troupes, mais il perd beaucoup d'hommes dans des embuscades puniques.
Jaloux de la renommée toujours grandissante du tribun Scipion Emilien, il tente de prendre le quartier général d'Hasdrubal, mais échoue, sauvé une fois encore par le tribun. Son consulat prendra fin avant la chute de Carthage.
Manilius est à Rome un jurisconsulte renommé,considéré comme un des fondateurs du droit civil romain. Cicéron a vanté son instruction et ses vertus, et fait de Manilius un des protagonistes du De Republica.